# Jurō Kobayashi
| Odkryte planetoidy: 2 | Odkryte planetoidy: 2 |
| --------------------- | --------------------- |
| (9993) Kumamoto       | 6 listopada 1997      |
| (21254) Jonan         | 24 stycznia 1996      |

Jurō Kobayashi (jap. 小林寿郎 Kobayashi Jurō; ur. 1949) – japoński astronom amator, obserwator komet. Odkrył 2 planetoidy.
W uznaniu jego pracy jedną z asteroid nazwano (6022) Jyuro.